# Trou Rouge
Trou Rouge es una localidad de Santa Lucía, que forma parte del distrito de Castries.